# 蒂娜·特尔斯泰尼亚克
蒂娜·特尔斯泰尼亚克（1990年8月24日—）生于采列，是一名斯洛文尼亚女子柔道运动员，主攻63公斤级项目。特尔斯泰尼亚克8岁时开始练习柔道，当时指导她的是比她大9岁，后来在2012年伦敦奥运夺冠的乌尔什卡·若尔尼尔，后来她开始师从Marjan Fabjan。2016年里约奥运，特尔斯泰尼亚克在柔道女子63公斤级比赛中夺得冠军，这是继若尔尼尔后斯洛文尼亚再一次在柔道该级别中夺冠。同年12月，她获选为年度最佳斯洛文尼亚女运动员。